# Matthew Ladley
Matthew Ladley –conocido como Matt Ladley– (17 de mayo de 1991) es un deportista estadounidense que compite en snowboard, especialista en la prueba de halfpipe. Consiguió dos medallas en los X Games de Invierno.

## Medallero internacional
| \| X Games de Invierno \| X Games de Invierno \| X Games de Invierno \| X Games de Invierno \| \| Año \| Lugar \| Medalla \| Prueba \| \| ------------------- \| ---------------------- \| ------------------- \| ------------------- \| \| 2016 \| Aspen (Estados Unidos) \| Medalla de oro \| Superpipe \| \| 2017 \| Aspen (Estados Unidos) \| Medalla de plata \| Superpipe \| |                        |                  |           |
| X Games de Invierno |                        |                  |           |
| Año | Lugar                  | Medalla          | Prueba    |
| 2016 | Aspen (Estados Unidos) | Medalla de oro   | Superpipe |
| 2017 | Aspen (Estados Unidos) | Medalla de plata | Superpipe |